# Bert van der Meij
Bert van der Meij (Katwijk aan Zee, 14 maart 1958) is de bedenker en tekenaar van onder andere Kappie. Samen met Leendert de Vink heeft hij inmiddels 5 albums gemaakt, met Kappie verhalen die eerder in De Katwijksche Post zijn verschenen. Leendert de Vink vertaalt alle teksten in het Katwijks.